# Строгонівка
Стро́гонівка (до 1948 року — Мама́к, крим. Mamaq) — село Сімферопольського району Автономної Республіки Крим.
Село практично примикає до південно-східної околиці Сімферополя. Село розтяглося майже на 5 кілометрів уздовж зелених берегів річки Малий Салгир — правої притоки Салгира. Навколо села знаходяться пагорби Кара-Оба, Мурун-Кир, Ак-Баїр та плато Тотай-Орман.
В селі діють 2 мечеті: «Мамак I джамісі» та «Мамак II джамісі», працює Республіканська психіатрична лікарня № 5.

## Історія
У часи Кримського ханства Мамак входив до Єхари Ічкійського кадилика Акмететського каймаканства, перша документальна згадка села зустрічається в у Камеральному Описі Криму… 1784 року.
Згідно зі Списком населених пунктів Кримської АРСР за Всесоюзним переписом 17 грудня 1926 року, в селі Мамак було 76 дворів, з них 73 селянських, населення становило 385 осіб, з них 225 росіян, 148 німців, 6 українців, 3 білоруси, 1 записано у графі «інші», діяла російська школа.
До 1958 року на території нинішньої Строгонівки існувало три села: Верхня Строгонівка (до 1948 року — Верхний Мамак), Нижня Строгонівка (Нижній Мамак) та Середня Строгонівка (Середній Мамак).
У 1990-х роках нові мікрорайони села були компактно заселені кримськими татарами, що повернулися після сталінської депортації на історичну батьківщину.
За даними сільради на 2009 рік, площа села складає 463,1 гектара, на якій у більш ніж 1000 дворах значилося 2714 мешканців.

## Населення
За переписом населення України 2001 року в селі мешкало 3580 осіб.

### Мова
Розподіл населення за рідною мовою за даними перепису 2001 року:
| Мова              | Відсоток |
| ----------------- | -------- |
| кримськотатарська | 49,05 %  |
| російська         | 40,14 %  |
| українська        | 3,52 %   |
| вірменська        | 0,10 %   |
| білоруська        | 0,03 %   |
| молдовська        | 0,03 %   |
| німецька          | 0,03 %   |
| інші              | 7,10 %   |